# ケンドラ・コックセッジ
ケンドラ・コックセッジ（Kendra Cocksedge、1988年7月1日 - ）は、ニュージーランドの女子ラグビーユニオン選手。

## プロフィール
- ニュージーランド・ニュープリマス出身[1]。
- ポジションはスタンドオフ(SO)。
- 身長 157cm、体重 64kg
- 女子ニュージーランド代表キャップは61（2022年11月現在）。
- 2010年W杯・2014年W杯・2017年W杯のニュージーランド代表に選ばれた[2]。

## 略歴
2018年、ニュージーランドラグビー年間最優秀選手賞に女性で初めて選ばれた。
2022年、ラグビーワールドカップ2021の女子ニュージーランド代表に選ばれて、ブラックファーンズ2大会連続優勝に貢献。

## 受賞歴
- ワールドラグビー女子15人制年間最優秀選手賞:2015年[5]